# Балайчук
Балайчу́к (укр. Балайчук) — село, относится к Березовскому району Одесской области Украины.
Население по переписи 2001 года составляло 436 человек. Почтовый индекс — 67334. Телефонный код — 4856. Занимает площадь 2,543 км². Код КОАТУУ — 5121282902.

## История
В 1945 г. Указом ПВС УССР село Балайчук и хутор Катериновка объединены в один населенный пункт село Балайчук.

## Местный совет
67333, Одесская обл., Березовский р-н, с. Мариново